# Charles Apthorp
Charles Apthorp (1698–1758) est un marchand à Boston, dans le Massachusetts colonial. Apthorp gère son entreprise d'importation depuis Merchants Row et « à son époque, il est appelé l'homme le plus riche de Boston ». Il est également au service du gouvernement britannique pour divers projets qu'il tente de mettre en œuvre en Amérique du Nord ,.

## Biographie
Charles Apthorp est baptisé le 28 mars 1698 à St Botolph-without-Bishopsgate, Londres, Angleterre, à East Apthorp et Susan Ward.
Charles Apthorp émigre avec ses parents en Nouvelle-Angleterre quelque temps après 1698. En 1713, son père meurt à Boston. Dans la ville, il est commissaire et payeur pour l'armée britannique et créé une entreprise commerciale ,,. Apthorp est un homme riche et prospère, avec des "relations commerciales impériales" ,.
Avec Thomas Hancock, Apthorp représente le gouvernement britannique dans ses efforts pour recruter du personnel en Nouvelle-Écosse. Il est également « payeur et commissaire sous le gouvernement britannique des forces terrestres et navales cantonnées à Boston ».
Apthorp et Hancock fournissent également de nombreux navires utilisés lors du retrait forcé des Acadiens de la Nouvelle-Écosse. Les deux marchands prêtent également de l'argent pour financer l'opération, et la mauvaise qualité des navires fournis par Apthorp et Hancock entraîne des cas de malnutrition, de maladie et de décès parmi les Acadiens à bord.

## Vie privée

### Mariage et enfants
Apthorp épouse Grizzel Eastwicke le 13 janvier 1726. Elle est née en Jamaïque de Griselda Lloyd et John Eastwicke ,. 

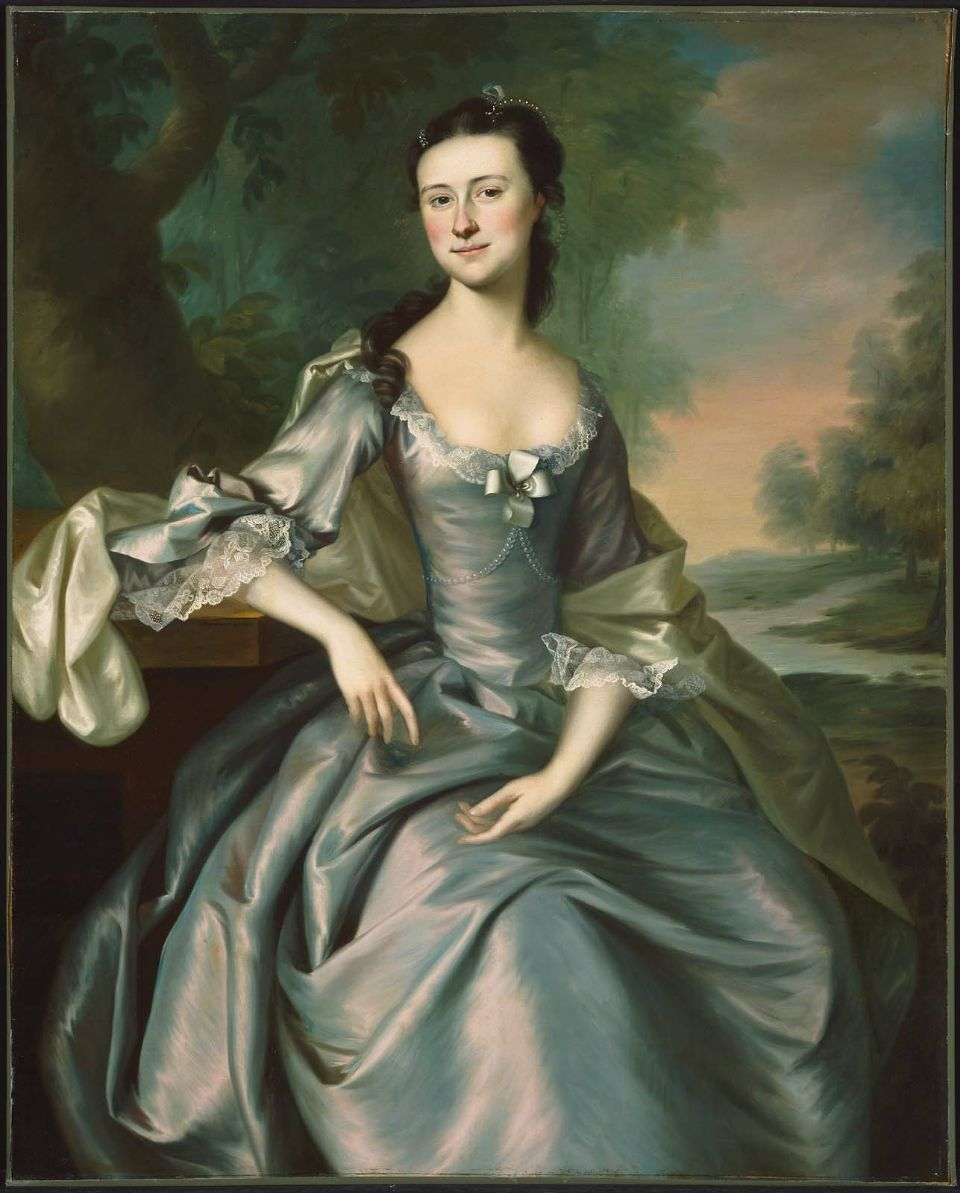
Portrait de la fille de Charles, Susan Apthorp, 1757

- Charles Ward Apthorp (plus tard d'Apthorp Farm) [8]. Charles épouse Mary McEvers [5]. Il est le grand-père de Maria Eliza Van Den Heuvel, qui épouse John Church Hamilton (en).
- Grizzel, qui épouse Barlow Trecothick [5]
- Susan, qui épouse Thomas Bulfinch le 8 octobre 1754. Il est marguillier de l'église de la Chapelle du Roi après la guerre d'Indépendance [5]. Ils sont les parents de l'architecte Charles Bulfinch.
- John, qui épouse Alica Mann, sœur d'Horace Mann, puis Hannah Greenleaf, fille de Stephen Greenleaf, petite-fille de Thomas Loring. Il est membre de la maison de Thomlinson et Trecothink. Lors d'un voyage à Charleston, en Caroline du Sud, ils meurent en mer. Ils ont le colonel John T. Apthorp, Hannah qui épouse Charles Bulfinch et Frances qui épouse Charles Vaughn [5].
- James, né le 17 novembre 1731 et épouse Sarah Wentworth. Sa famille possède Wentworth Manor dans le Yorkshire [5]
- East, qui devient ministre [5],[8] et construit en 1761 un manoir conçu par Peter Harrison ; il fait maintenant partie du campus de l'Université Harvard à Cambridge, Massachusetts [9].
- Ann, née le 18 janvier 1735-1736. Elle épouse Nathaniel Wheelwright [5].
- Henri (19 mars 1736 - 1762) [5].
- Étienne né le 10 mars 1737-1738 [5].
- Joseph (22 avril 1739 - mars 1749 - 1750) [5].
- Elisabeth née le 28 mai 1740. Elle épouse des hommes de New York : James McEvers puis Robert Bayard [5].
- Thomas né le 19 octobre 1741. Après la mort de son père et jusqu'en 1776, Thomas est nommé payeur des forces britanniques. Il rentre en Angleterre, se marie à Lisbonne et meurt à Ludlow, au Pays de Galles [5].
- Rebecca née le 20 juin 1746. Elle épouse Robert Bayard de New York[5].
- Guillaume né le 26 février 1749. Il épouse Mary Thompson [5].

Il y a aussi trois enfants nés entre 1742 et 1745 qui sont morts en bas âge : Catherine, George et Robert. Une deuxième fille Catherine est née en 1750; Elle est décédée le jour de sa naissance .
La famille a une maison à Boston et une autre ville extérieure à Quincy, Massachusetts .

### Religion

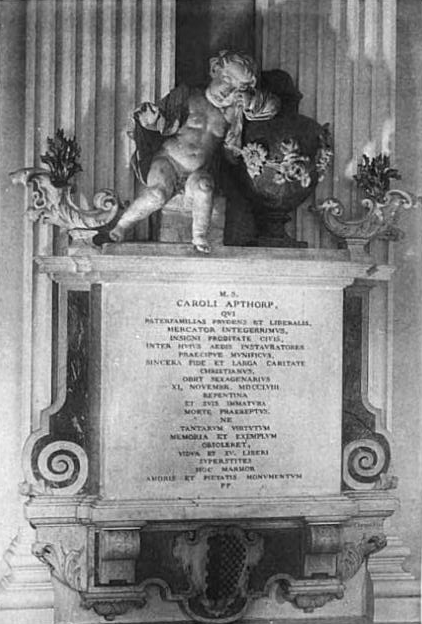
Tablette d'Apthorp à King's Chapel, Boston

Il participe à la fondation de Trinity Church, Boston  et est l'un des premiers marguilliers de cette église .
Il est marguillier à la King's Chapel de Boston, à partir de 1731.
Il est un membre dirigeant et "remarquable" de l'église et est "Gardien en 1731-1732, 1743-1744, trésorier du Comité de construction et généreux souscripteur de la nouvelle église ,.

## Décès
Apthorp meurt subitement en novembre 1758; il se plaignit « d'un léger rhume quelques minutes avant d'expirer » ,. Un journal de la Nouvelle-Angleterre le décrit comme "le plus grand et le plus noble marchand de ce continent". Douze jours après sa mort, ses funérailles ont lieu à King's Chapel .
Un monument mural sculpté par Henry Cheere commémore Apthorp à l'intérieur de la King chapel ,.
Après la mort de son mari, Grizzel vit près de la Maison centrale sur Brattle Square [Dock Square à Brattle Street ] . Elle meurt à 88 ans en 1796 dans la maison de son fils John à Quincy .